# Mariä Himmelfahrt (Schweinhausen)
Mariä Himmelfahrt ist eine römisch-katholische Pfarrkirche in Schweinhausen, einem Teilort von Hochdorf im Landkreis Biberach in Oberschwaben. Die Kirche stammt aus dem ausgehenden 15. Jahrhundert und besitzt einen dreiseitig geschlossenen und netzgewölbten Chorraum, welcher mehrfach umgebaut wurde. Der Dachstuhl und die barocken Langhausfenster stammen aus den Jahren 1734 und 1735. Ein weiterer Umbau erfolge in den Jahren 1922/1923 mit dem Staffelgiebel des Turms und dem westlichen Querhaus mit der Orgelempore.
Ein Kreuzigungsgemälde welches Joseph Esperlin zugeschrieben wird stammt aus der Zeit von 1740 bis 1745. Des Weiteren befinden sich in der Kirche mehrere Holzbildwerke. Darunter eine spätgotische Muttergottes aus der Zeit um 1480, welche aus der Multscher-Nachfolge oder aus dem Umkreis des Michel Erhart stammen dürfte. Eine Anna selbdritt dürfte aus der Zeit um 1515 stammen und könnte von Michael Zeynsler geschaffen worden sein.